# Arab Bank
Arab Bank (Арабский банк, ASE: ARBK) был учреждён в 1930 году в Иерусалиме, Палестина. Со временем сеть филиалов банка охватила большую часть арабских стран. Головной офис банка был переведён в Амман, Иордания в 1948 году. Создание Arab Bank (Swizerland) в 1962 году положил начало экспансии арабского банка на международные финансовые рынки. В настоящее время сеть отделений, дочерних банков и филиалов работает в основных финансовых центрах мира. Банк имеет более 350 отделений в более чем 40 странах.